# Jérôme Fourquet
Jérôme Fourquet, né le 8 février 1973 au Mans, est un sondeur, essayiste et analyste politique français. Il est directeur du département « Opinion et stratégies d’entreprise » de l'Institut français d'opinion publique (IFOP) depuis 2011. Ses travaux portent sur les comportements et attitudes politiques en lien avec les religions, l'immigration et les questions d'identité.

## Biographie

### Famille, formation et vie privée
Jérôme Fourquet, du côté paternel, a des origines familiales dans les Pyrénées-Orientales et, côté maternel, dans la Sarthe. Son grand-père paternel, fonctionnaire des impôts, est affecté au Mans. Ses parents sont professeur de chimie et bibliothécaire.
Diplômé de l'Institut d'études politiques de Rennes (1994), il est aussi titulaire d'un DEA de géographie (université Paris-VIII – 1995).
Il est pacsé avec sa compagne, qui s'occupe de marketing dans une compagnie d'assurances. Ils ont deux enfants.

### Carrière professionnelle
Jérôme Fourquet effectue l’ensemble de sa carrière dans différents instituts de sondage. Il commence en tant que chargé d’études à l’IFOP en 1996, avant de rejoindre CSA Opinion en tant que directeur d’études de 1998 à 2003. En 2004, il retourne à l’IFOP comme directeur d’études au sein du département « opinion et stratégies d’entreprises ». Il assume ensuite successivement les fonctions de directeur adjoint, puis de directeur du département à partir de 2011[réf. nécessaire].
Il collabore fréquemment avec la Fondation Jean-Jaurès, et la Fondation pour l'innovation politique.
Il est à l'origine de la notion d'archipélisation de la société française, qui s'est peu à peu imposée dans les médias pour décrire la récente fracturation du corps social français et les replis communautaires, en partie causés par les répercussions sociales de la mondialisation et de la désindustrialisation, qui est son corollaire économique, ainsi que l'insécurité culturelle née de la difficile intégration des apports migratoires des trente dernières années[réf. nécessaire].
La notion de décivilisation, qu'il a aussi popularisée, en l'empruntant au sociologue Norbert Elias, est source de vives discussions[Quoi ?],.
Il est considéré[Par qui ?] comme un analyste de l'évolution politique et sociale de la France contemporaine dans la lignée d'André Siegfried, fondateur de la géographie électorale[réf. nécessaire].

### Critiques
Les travaux de Jérôme Fourquet font l'objet de certaines critiques dans la communauté scientifique (sociologues, politologues, géographes).
Dans une recension du livre La France d'après, un géographe spécialiste de l'analyse spatiale des votes reproche à l'auteur de déployer un « discours culturaliste », sous couvert d'une analyse présentée souvent comme neutre et impartiale dans les médias généralistes. Si l'essai ne prétend pas au registre scientifique, la recension s'interroge sur l'absence de références universitaires quand elles ne vont pas dans le sens des thèses défendues par l'auteur. Tandis que l'ouvrage se propose de livrer « en quelque sorte le corps d’une thèse », « l’attitude qui consiste à citer uniquement les références qui lui conviennent et à occulter celles qui le dérangent n’est pas conforme aux pratiques scientifiques et éthiques les plus élémentaires ».

### Médias
Jérôme Fourquet intervient régulièrement dans les médias français, notamment dans l'émission C dans l'air sur France 5, et collabore entre autres avec Le Figaro, L’Opinion, Slate.fr, Huffingtonpost.fr et Atlantico.fr.

## Publications
- Dette publique, inquiétude publique, Fondation pour l'innovation politique, juin 2010[16]
- Avec Jérôme Cahuzac et Joachim Poß, Crise de l'euro, crise de l'Europe ? ; regards franco-allemands, Fondation Jean-Jaurès, juin 2011 avec Alain Mergier, Le point de rupture : enquêtes sur les ressorts du vote en milieux populaires, Fondation Jean-Jaurès, septembre 2011[17]
- Avec Laure Bonneval et Fabienne Gomant, Portrait des classes moyennes, Fondation pour l'innovation politique, octobre 2011[18]
- Le Sens des cartes : analyse sur la géographie des votes à la présidentielle, Fondation Jean-Jaurès, mai 2012[19]
- Avec Hervé Le Bras, La Religion dévoilée- Nouvelle géographie du catholicisme, Fondation Jean-Jaurès, avril 2014[20]
- Européennes 2014 (1) : la gauche en miettes, Fondation pour l'innovation politique, octobre 2014[21]
- Européennes 2014 (2) : poussée du FN, recul de l’UMP et vote breton, Fondation pour l’innovation politique, octobre 2014[22]
- avec Nicolas Lebourg et Sylvain Manternach, Perpignan : une ville avant le Front national, Fondation Jean-Jaurès, décembre 2014[23]
- avec A. Mergier, Janvier 2015 : le catalyseur, Fondation Jean-Jaurès, mai 2015[24]
- J. Fourquet et al., Karim vote à gauche et son voisin vote FN. Sociologie électorale de l’immigration, Fondation Jean-Jaurès et éditions de l'Aube, novembre 2015[25]
- Avec S. Manternach, Départementales de mars 2015 (1) : le contexte, Fondation pour l'innovation politique, août 2015[26]
- Avec S. Manternach, Départementales de mars 2015 (2) : le premier tour, Fondation pour l'innovation politique, août 2015
- Avec S. Manternach, Départementales de mars 2015 (3) : le second tour, Fondation pour l'innovation politique, août 2015
- Avec A. Mergier, 2015, année terroriste, Fondation Jean-Jaurès, avril  2016[27]
- Avec S. Manternach, L’An prochain à Jérusalem ? Les juifs de France face à l’antisémitisme, Fondation Jean-Jaurès et Éditions de l’Aube, janvier 2016[28]
- Avec S. Manternach, Régionales (1) : vote FN et attentats, mars 2016[29]
- Avec S. Manternach, Régionales (2) : les partis, contestés mais pas concurrencés, mars 2016[30]
- Accueil ou submersion ? Regards européens sur la crise des migrants, éditions de l'Aube, octobre 2016
- Avec Eddy Fougier, Le Front national en campagnes. Les agriculteurs et le vote FN, Fondation pour l'innovation politique, octobre 2016[31]
- Avec H. Le Bras, La Guerre des trois. La primaire de la droite et du centre, Fondation Jean-Jaurès, janvier 2017[32]
- Avec N. Lebourg, La Nouvelle Guerre d’Algérie n’aura pas lieu, Fondation Jean-Jaurès, janvier 2017[33]
- Avec S. Manternach, Calais : miroir français de la crise migratoire européenne, Fondation pour l'innovation politique, mars 2017[34]
- La Nouvelle Question corse, éditions de l'Aube, avril 2017
- Avec H. Le Bras, Le Puzzle français. Un nouveau partage politique, Fondation Jean-Jaurès, juillet 2017[35]
- À la droite de Dieu, éditions du Cerf, janvier 2018
- Le nouveau clivage, éditions du Cerf, avril 2018
- Avec S. Manternach, Les « Gilets jaunes » : révélateur fluorescent des fractures françaises, Fondation Jean-Jaurès, novembre 2018[36]
- L'Archipel français : une nation multiple et divisée  (Prix du livre politique 2019), éditions du Seuil, février 2019, 384 p. (ISBN 978-2-02-140603-0, lire en ligne)
- Avec Marie Gariazzo, Gaspard Jaboulay, François Kraus, Sarah Wolber, En immersion : enquête sur une société confinée, éditions du Seuil, 2020,  (ISBN 978-2-02-146737-6)
- Avec Jean-Laurent Cassely, La France sous nos yeux : économie, paysages, nouveaux modes de vie, éditions du Seuil, 2021  (ISBN 978-2-02-148156-3)
- La France d'après : Tableau politique, Paris/impr. en Italie, éditions du Seuil, octobre 2023, 560 p. (ISBN 978-2021542493)
- Métamorphoses françaises : État de la France en infographies et en images, Paris/impr. en Italie, éditions du Seuil, octobre 2024, 208 p. (ISBN 978-2021570939)

## Distinctions
- 2019 : prix du livre politique pour L'Archipel français, une nation multiple et divisée
- 2021 : prix du livre d'économie pour La France sous nos yeux : économie, paysages, nouveaux modes de vie
- 2021 : livre de l'année 2021 de la rédaction de Lire Magazine littéraire pour La France sous nos yeux : économie, paysages, nouveaux modes de vie
- 2022 : Grand Prix de la Société de Géographie